# Agi Bagi
Agi Bagi – polski serial animowany metodą 3D stworzony przez Tomasza Niedźwiedzia i Bartosza Słomkę.  Serial produkowany jest przez firmę Badi Badi. Projekt współfinansował Polski Instytut Sztuki Filmowej.
Pierwszy sezon serialu ukazał się w 2015 roku, drugi w 2016. Premiera sezonu 3 odbyła się w roku 2018. Aktualnie w produkcji jest czwarty sezon serii.
Prawa do międzynarodowej dystrybucji serialu zostały sprzedane firmie Your Family Entertainment oraz Jim Jam International jeszcze przed rozpoczęciem produkcji. Dzięki temu premiera pierwszego sezonu odbyła się w 40 krajach. W trakcie rozwoju projektu liczba ta zwiększyła się i w listopadzie 2017  osiągnęła poziom 64 krajów. W Polsce serial można oglądać na kanałach TVP ABC, TVP Polonia, Polsat JimJam oraz w serwisach VOD: Ipla, Player, strefabajek.pl, chilli.tv, Sala Kinowa Premium na YouTube. Ponadto serial został wydany na DVD.
Od 15 maja 2020 roku serial dostępny jest na platformie Netflix Polska. 

## Fabuła
Serial opowiada o przygodach dwóch głównych bohaterów – Bodzia i Zibiego, mieszkańców planety Agi Bagi. Ich perypetie są tłem dla historii wzajemnych relacji Agingów i Bagingów, czyli dwóch plemion, które zamieszkują planetę. Agingi przypominające nieco ślimaki, a trochę zajączki, zajmują się sadzeniem i hodowlą roślin. Po drugiej stronie planety żyją Bagingi – stworzenia lubujące się w środowisku błotnisto–wodnym. Żyją w korzeniach agingańskich roślin. Agingi i Bagingi tworzą połączony z naturą ekosystem i wspólnie dbają o górną i dolną część roślinności. Każdy odcinek to osobna opowieść o naturalnych zależnościach i niemal w każdym z odcinków Bodzio i Zibi z pomocą postaci drugo- i trzecioplanowych, jak Wódz, Gadzina, Pan Księżyc, Siłacz, Felek i Myfka czy Gligluki przywracają ład i naturalną harmonię na planecie Agi Bagi.
Według producenta, serial ma walory edukacyjne, przede wszystkim traktując o środowisku i ekologii.

## Nagrody i wyróżnienia
- 2015 – nagroda Złoty Tobołek Koziołka Matołka na Ogólnopolskim Festiwalu Polskiej Animacji O!PLA 2015, Konkurs "Teraz dzieci mają głos", kategoria: "Teraz przedszkolaki mają głos" – I miejsce![4]
- 2016 – nagroda Złoty Tobołek Koziołka Matołka na Ogólnopolskim Festiwalu Polskiej Animacji O!PLA 2016! Konkurs "Teraz dzieci mają głos"! – kategoria przedszkolna – II miejsce[5].

## Spis odcinków

### SEZON 1
1. Zaspane Słonko
2. Owocek
3. Psotny wiatr
4. Stos odpadków
5. Kolorowy deszcz
6. Nowy lasek
7. Korytarze Gadziny
8. Zagubione jajo
9. Susza i powódź
10. Sto drzew Wodza
11. Gdzie są pszczółki?
12. Spadająca gwiazda
13. Wielki hałas

### SEZON 2
1. Księżyc
2. Chwasty
3. Bąbelkowa plaga
4. Od dużego do małego
5. Gadzina uczy się latać
6. Zawody w surfowaniu na liściach
7. Jagody i grzybki
8. Każdy chce do Słońca
9. Co ja tutaj robię?
10. Nauka śpiewu
11. Skąd się biorą witaminki?
12. Co jest po drugiej stronie
13. Urodzinowy pomnik Wodza

### SEZON 3
1. Wszyscy kochają Wodza
2. Przyjaciele Gadziny
3. Grzybowe kłopoty
4. Co pomaga koroznkom
5. Królewski klejnot
6. Taniec z gwiazdami
7. Co za dużo, to niezdrowo
8. Wielki pościg
9. Potwór z Bagi
10. Zielony potwór
11. Twardy orzech do zgryzienia
12. Kołysanka dla Gadziny
13. Mali artyści
14. Wielka sztuka
15. Karuzela
16. Gdzie jest Gąbuś?
17. Wymarzona planeta Wodza
18. Podróż w kosmos
19. Domek dla pszczółek
20. Festiwal świec
21. Wesołe miasteczko Bagingów
22. Wyprawa na Kryształową Górę
23. Uwaga! Gorące!
24. Nocny łasuch
25. Pokaz latawców
26. Powietrzna przygoda